# Laban
Pour les articles homonymes, voir Laban.
Laban ( לָבָן הָאֲרַמִי en hébreu:  lavan - blanc , ha-arami - l'Araméen) est un personnage de la Bible. Il est le fils de Betouel, le frère de Rébecca, le père de Léa et Rachel, et l'oncle puis le beau-père de Jacob.

## Récit biblique
Jacob se réfugie chez Laban à Harran pour fuir la colère d'Ésaü qu'il a trompé. Il travaille pour son oncle de nombreuses années puis il épouse successivement les deux filles de Laban : Léa et Rachel. Le Lévitique interdit d'épouser deux sœurs. 
Laban a deux filles : Léa l'aînée et Rachel la cadette. Jacob rencontre la cadette Rachel près d’un puits à proximité de Harran, probablement le puits appelé plus tard Puits de Jacob. Jacob désire épouser Rachel la cadette et propose à Laban de le servir sept années pour Rachel. Au bout des sept années, Jacob demande à Laban de lui donner sa fille Rachel mais Laban le trompe et lui donne sa fille aînée Léa. Laban pour se justifier évoque une coutume interdisant de marier sa fille cadette avant sa fille aînée et Laban lui accorde sa fille cadette Rachel en échange de sept nouvelles années à son service.
Léa lui donne successivement quatre fils, alors que Rachel reste stérile. En conséquence, Rachel invite Jacob à épouser sa servante Bilha, qui lui donne ainsi deux fils. Léa, de son côté, offre aussi à Jacob sa servante Zilpa, qui lui donne elle aussi deux fils. Léa donne encore deux fils et une fille (Dinah). Enfin, Dieu prend en pitié Rachel et lui permet d’enfanter les deux derniers fils de Jacob (Gn 29-31). Bilha et Zilpa sont aussi les filles de Laban nées d'une concubine de Laban.
D’incessantes querelles éclatent entre les deux sœurs, ainsi qu’entre Laban et Jacob. Voyant que Jacob s’est enrichi, les fils de Laban (Béor, Alib et Morash) complotent contre Jacob. Dieu dit à Jacob de retourner dans son pays de naissance, Jacob s'enfuit alors avec ses femmes et ses enfants sans en informer son oncle Laban mais Laban l'apprend. Cela coïncide aussi avec la venue du onzième fils de Jacob qui est Joseph. Avant leur départ, Rachel vole les teraphim de la maison de Laban, qui font office de titres de propriété (une coutume hourrite selon laquelle la possession des idoles domestiques donne droit à l'héritage paternel est décrite dans une tablette trouvée lors des fouilles de la cité de Nouzi), et les cache dans le coussin de sa selle. Jacob et sa famille traversent l’Euphrate et se dirigent vers la région montagneuse de Galaad où il est rejoint par son oncle Laban. 
Laban ne parvient pas à retrouver les teraphim et conclut alors un pacte avec Jacob en un lieu appelé Yegar-Sahadutha ou Galaad ou Mitspa, qui ne devra prendre aucune femme en dehors des filles de Laban. Laban et Jacob concluent cette alliance en dressant une stèle et en édifiant un cairn qui marquent la frontière entre le territoire des Araméens et le territoire des Hébreux.